# 조소생
조소생 (趙小生, ? ~ 1362년)은 고려 말에 원나라의 쌍성총관부 총관으로 부역하며 고려에 대항한 사람이다. 한양 조씨의 시조인 조지수의 고손으로, 증조부 조휘가 몽고에 투항한 이후 대대로 그의 자손들이 쌍성총관부의 총관을 세습했는데 조휘의 증손인 조소생은 4대 총관이었다.
1356년 고려의 공민왕이 원나라가 쇠퇴한 틈을 타 쌍성을 수복하려고, 밀직부사 유인우를 동북면병마사로 임명해 쌍성 공략을 지시했다. 조소생의 숙부 조돈은 충숙왕 시절 고려에 귀순하여 충숙왕의 총애를 받은 적이 있는데, 이때문에 조돈이 고려군과 내통할 것을 우려한 조소생은 그를 구류시키면서 탁도경과 함께 저항을 하였다. 결국 조돈이 탈출하여 고려군에 협력하고 쌍성인들이 고려에 귀순하는 등 상황이 어려워지자 여진지역으로 도주하였다.
이후 1359년 고려에서 조소생과 그의 일당을 회유하기 위해 조돈을 보냈지만, 조소생은 오히려 1362년 원나라의 나하추를 끌어들여 고려의 동북변지역(삼살·홀면 지역)을 침공하였다. 나하추의 군대는 홍원의 달단동에서 이성계에 의하여 격파당했고, 달아난 조소생은 같은 해 여진의 다루가치와 총관에 의해 탁도경과 함께 살해되었다.

## 조소생이 등장한 작품
- 《신돈》(MBC, 2005년~2006년, 배우:윤순홍)
- 《육룡이 나르샤》(SBS, 2015년~2016년, 배우:안길강)

## 같이 보기
- 공민왕
- 나하추
- 이성계
- 조휘
- 조돈
- 탁도경
- 쌍성총관부